# Durbar-plein

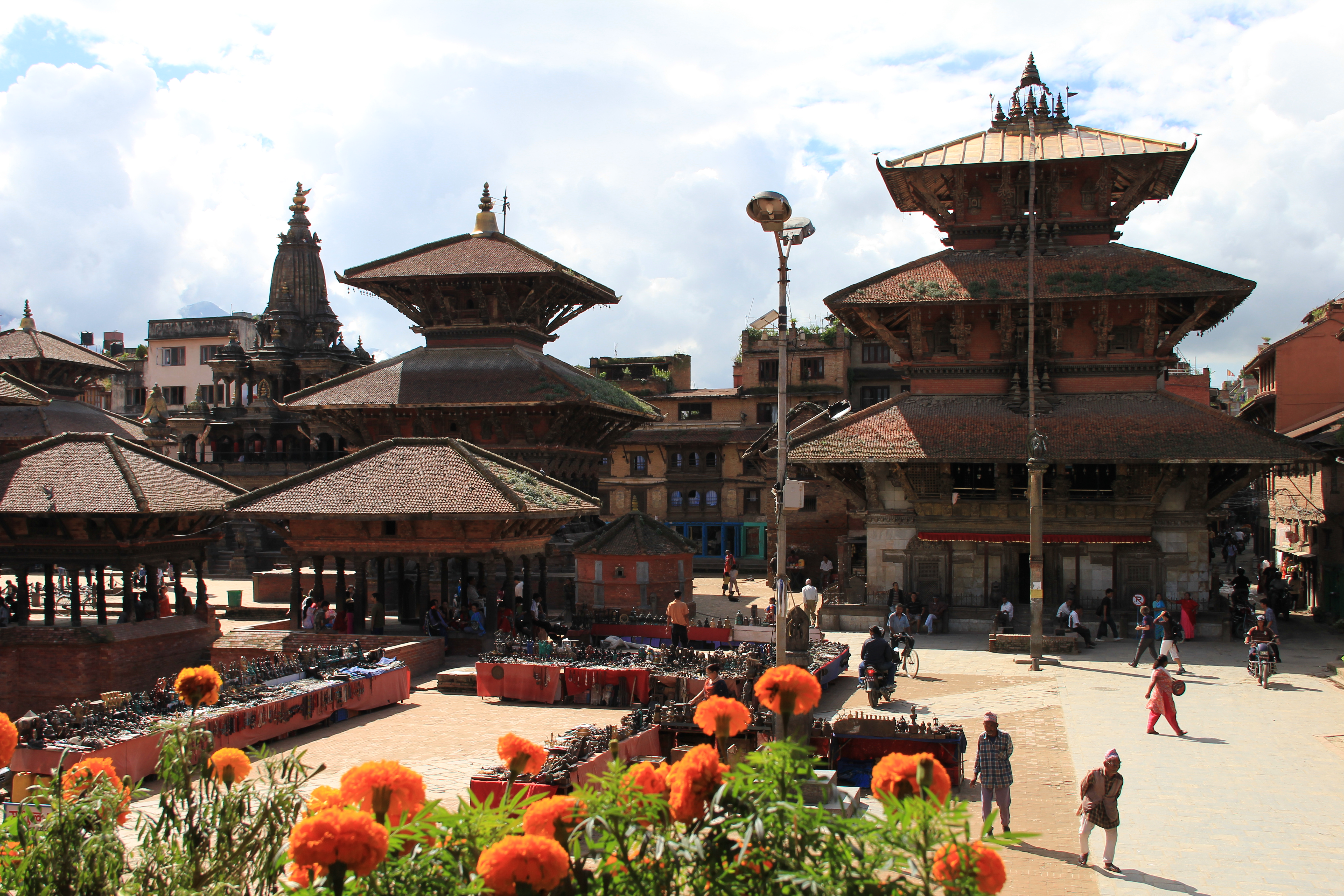
Het Durbar-plein van Patan in 2010

Een Durbar-plein in Nepal is de algemene naam gebruikt om pleinen en zones te beschrijven tegenover de oude koninklijke paleizen van Nepal. Op zo'n pleinen bevinden zich tempels, godenbeelden, fonteinen en meer. 
Voor de eenmaking van Nepal, bestond het land uit kleine koninkrijken, en Durbar-pleinen zijn de meest prominente overblijfsels van die oude koninkrijken in Nepal. In het bijzonder zijn de drie Durbar-pleinen in de Kathmandu-vallei, die behoorden tot de drie Newah-koninkrijken die vóór de eenmaking daar gelegen waren, de meest bekende: het Durbar-plein van Kathmandu, het Durbar-plein van Patan en het Durbar-plein van Bhaktapur. Alle drie zijn het UNESCO werelderfgoedsites behorend tot de Kathmandu-vallei geklasseerd op de werelderfgoedlijst.